# Marion Power Shovel
Marion Power Shovel – firma z Marion w Ohio, producent ciągników gąsienicowych i dużych koparek linowych i zgarniakowych, głównie dla potrzeb budownictwa i górnictwa.
Firma Marion została utworzona w 1880 r. jako Marion Steam Shovel Dredge Company. Rozwinęła się w jednego z największych producentów maszyn do robót ziemnych. Firma Marion była jednym z głównych dostawców koparek parowych do budowy Kanału Panamskiego.
Była jedną z pierwszych firm, która wprowadziła koparkę pełnoobrotową w Ameryce Północnej w 1911 r.
Firma Marion wyprodukowała pierwszą kroczącą koparkę zgarniakową w 1939 r. a trzy lata później stała się głównym dostawcą dużych koparek odkrywkowych na potrzeby kopalń węgla kamiennego. 
W kwietniu 1946 firma zmieniła nazwę na Marion Power Shovel Company.
Firma Marion może pochwalić się sukcesem zbudowania największej koparki jaką kiedykolwiek skonstruowano. W 1965 powstała koparka linowa Marion 6360, przeznaczona dla kopalni Captain Mine w Illinois. Maszyna była wyposażona w łyżkę pojemności 138 m³, wysięgnik 58 m, ramię 38 m, maksymalny zasięg łyżki 64 m, średnica liny podnoszącej 90 mm, masa około 13 600 ton, zainstalowana moc 33400 KM. 
O firmie Marion było głośno w 1965 r., gdy zbudowała ona dla NASA platformę na podwoziu gąsienicowym pod rakiety programu Apollo. Wykorzystując technologię stosowaną przy konstrukcji podwozi koparek odkrywkowych, zbudowano dwa dieslowo-elektryczne transportery zdolne przenieść kompletne rakiety z hangaru na Cape Canaveral na miejsce startu, mając do pokonania 3 mile. Olbrzymie pojazdy o masie własnej 2722 ton były napędzane 6 generatorami dieslowskimi dającymi moc 7600 KM (5667 kW).
W 1997 r. firma Bucyrus International, Inc. przejmuje Marion Power Shovel Company. Przejęcie drugiego pod względem wielkości producenta koparek zgarniakowych (Bucyrus był największą) zakończyło trwającą od przeszło 113 lat rywalizację tych firm.